# Ramon de Bianya

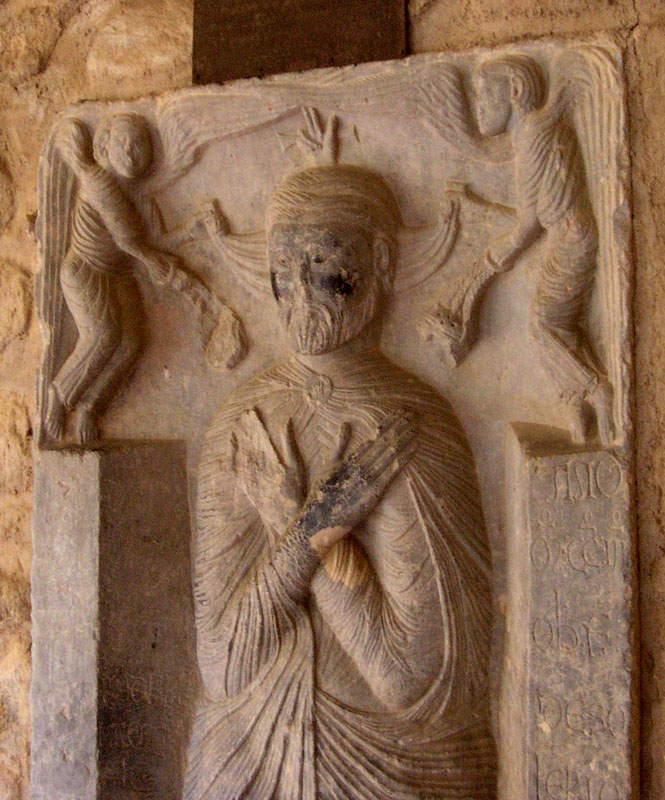
Sarcòfag de Ferran del Soler. Catedral d'Elna

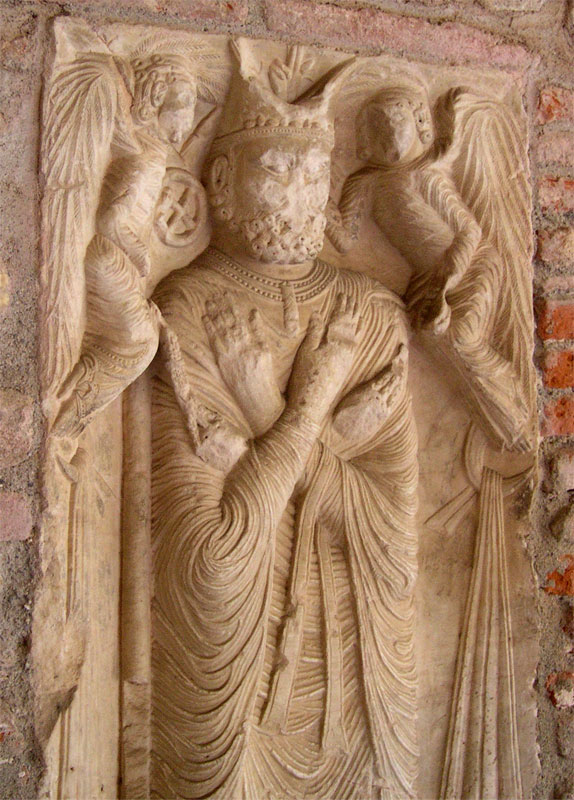
Jacent de Ramon de Villalonga. Catedral d'Elna

Ramon de Bianya (també conegut com a Raymond de Bianya, o R. de Via), és un escultor actiu al Rosselló a cavall dels segles xii i xiii. La seva obra està relacionada estilísticament amb la de l'escultor italià Benedetto Antelami. Cal situar-la a l'època del darrer romànic i es caracteritza pel tractament que l'escultor dona a la roba dels personatges representats, amb molts plecs i amb l'efecte de mullat.

## Obra
Ramon de Bianya és conegut per dues obres que va signar, que es troben al claustre d'Elna. A partir d'aquí i amb criteris estilístics, hom li atribueix altres peces geogràficament properes, i altres de més llunyanes que també es poden considerar d'ell o del seu taller.
- Tapa del sarcòfag de Ferran del Soler. Aquest important personatge, senyor del Soler, va morir el 1203, segons es desprèn de la inscripció que porta la peça, on també s'indica el nom seu autor: "R de Bia" (Ramon de Bianya). Es troba encastada en un dels murs del claustre d'Elna, tot i que procedeix del desaparegut priorat cistercenc de Santa Maria de l'Eula, al Soler.

- Jacent de Guillem Gaucelm de Tellet. Imatge jacent d'un cavaller amb els braços plegats sobre el pit. Està cobert per un teixit amb els plecs característics de l'autor. Té una inscripció que permet identificar el personatge, mort el 1211. Està situat a l'antic atri de l'abadia de Santa Maria d'Arles, al Vallespir.

- Làpida sepulcral de Ramon de Villalonga, bisbe d'Elna, mort el 1216. És una de les dues obres signades pel seu autor i representa el bisbe amb els braços plegats sobre el pit i dos àngels. Està encastada al mur del claustre d'Elna.

- Portal de l'antiga església de Sant Joan el Vell de Perpinyà. Atribuït amb certa seguretat. Al centre de la portalada, es troba una magnífica imatge del Crist en Majestat amb els trets facials i tractament de les vestidures característics de Ramon de Bianya. Podria situar-se cap al 1219.

- S'ha considerat que hi ha un grup d'obres amb la seva influència a la Seu Vella de Lleida, sobretot en els capitells de l'espai entorn de l'absis principal, que es poden situar entre el 1220-1225.[1]

- Hom li atribueix el timpà de la portada de l'església del monestir de Vallbona de les Monges, que podria datar-se cap al 1225.[2]

- Hi ha autors que també li atribueixen les figures de sant Pere i sant Pau de la façana de l'església de Sant Pau d'Anglesola,[3] però la majoria de fonts no ho consideren.

- També pot tenir una certa influència de Ramon de Bianya el sarcòfag d'Arnau de Vilanova, procedent de Sant Sebastià dels Gorgs i que ara es conserva al Museu Diocesà de Barcelona.[4]

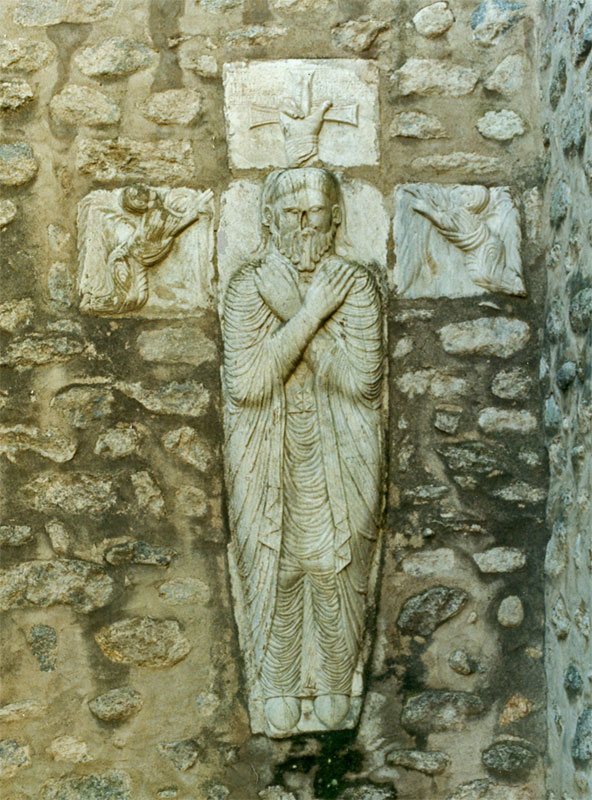
Jacent de Guillem Gaucelm de Tellet. Santa Maria d'Arles
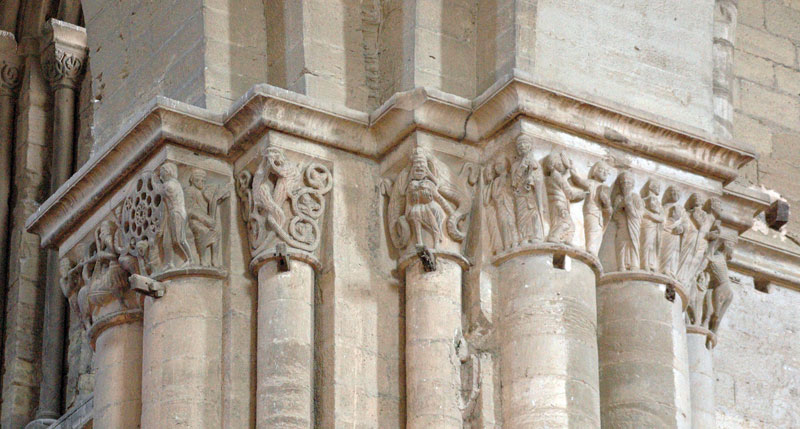
Capitells de la Seu Vella de Lleida
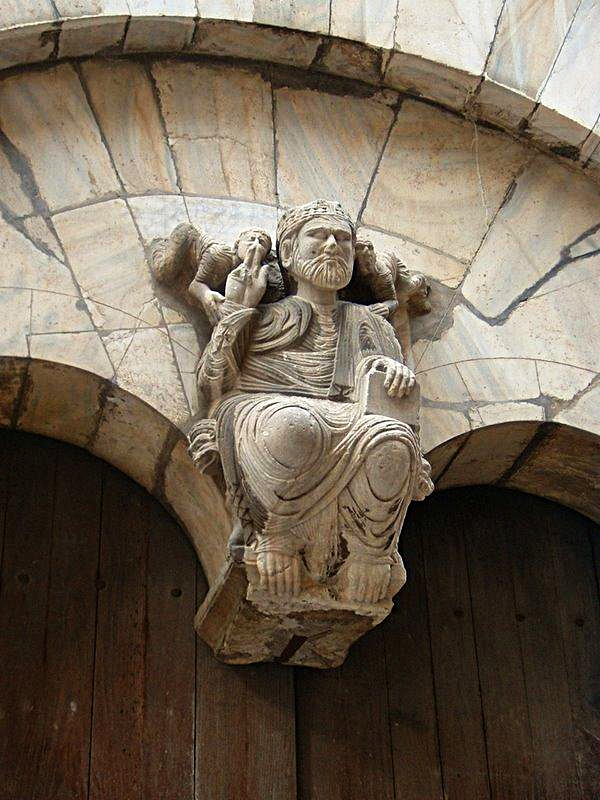
Portal de Sant Joan el Vell de Perpinyà
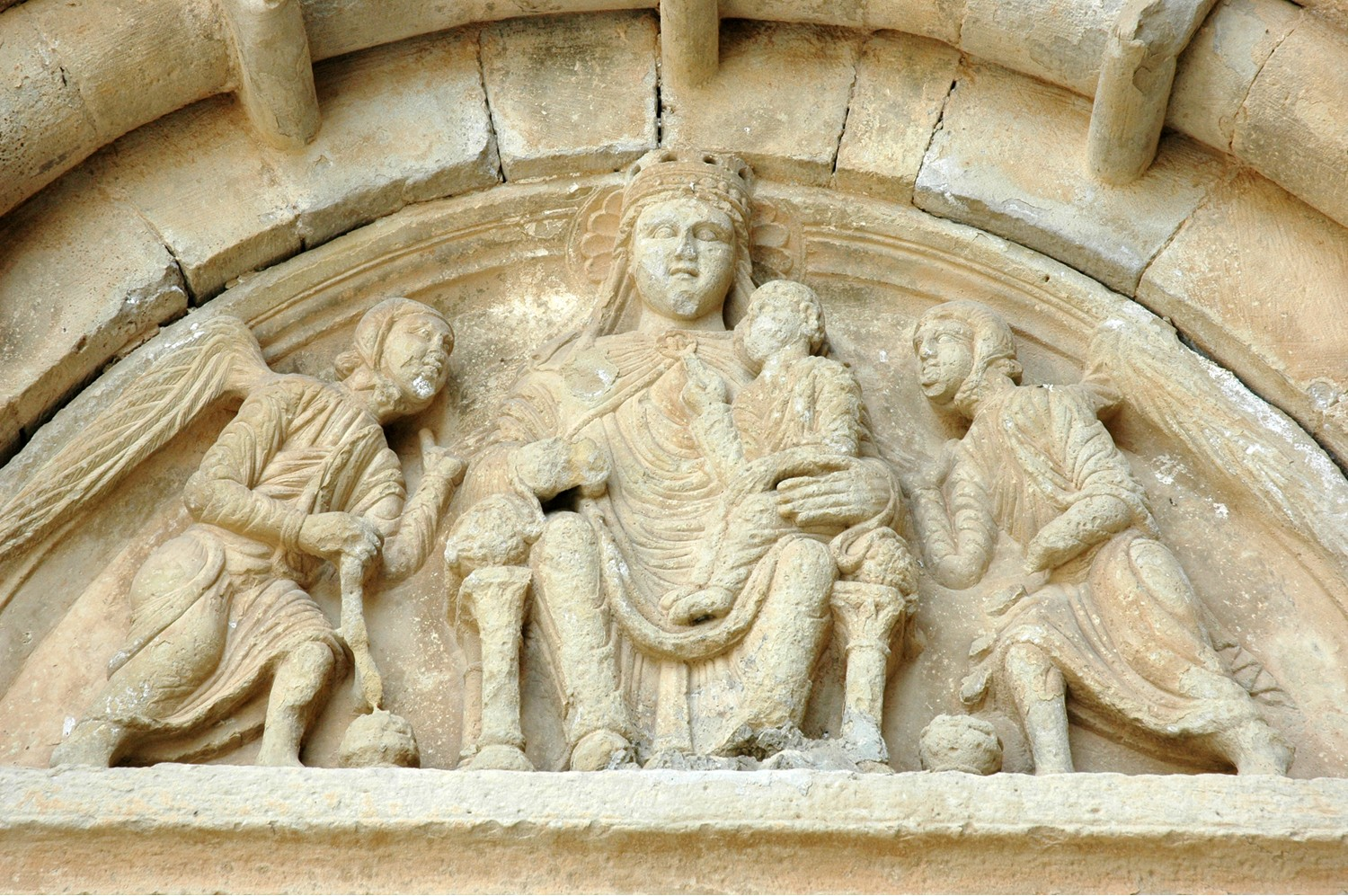
Timpà de Vallbona de les Monges
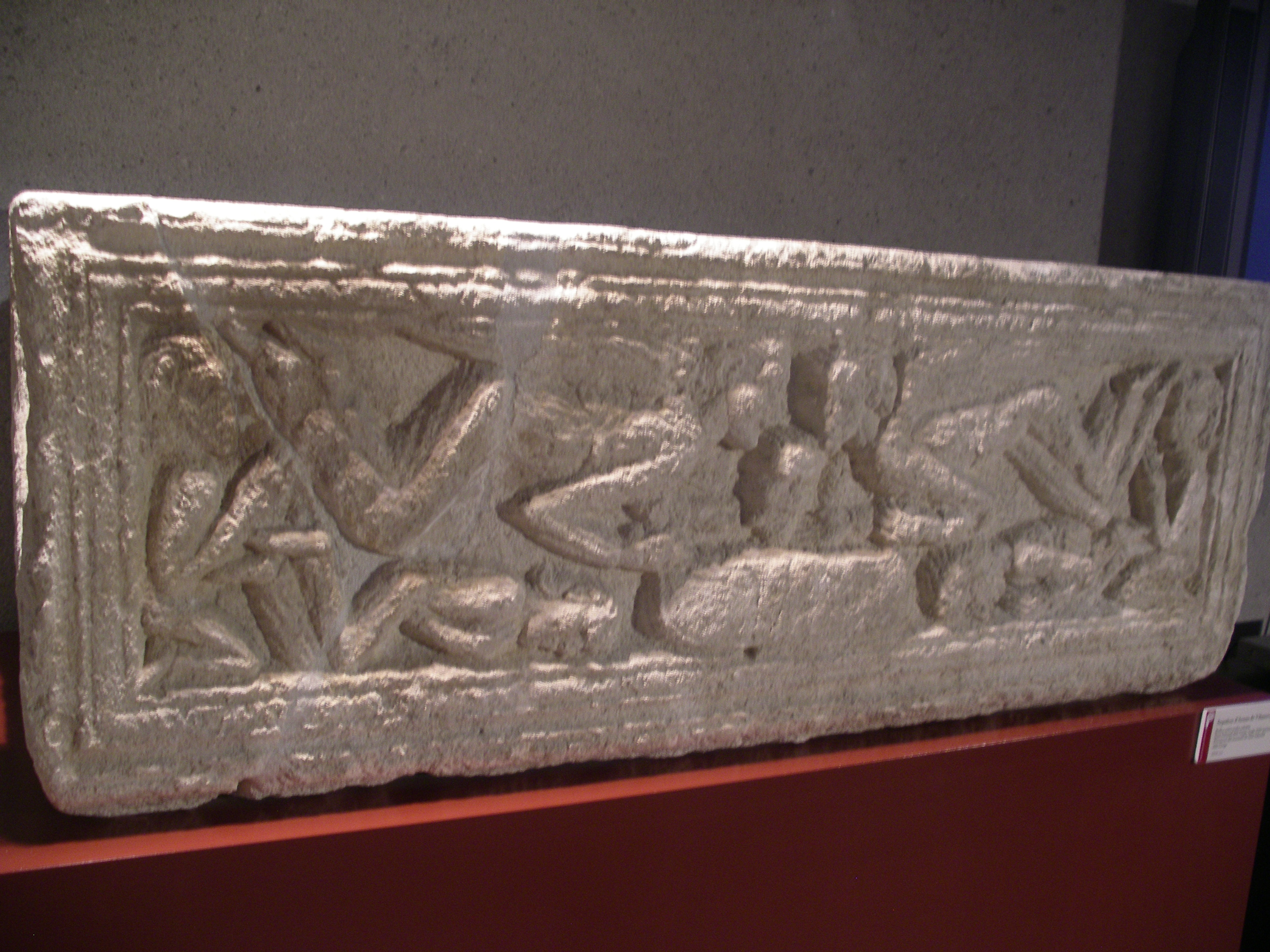
Sepulcre d'Arnau de Vilanova (Barcelona, M. Diocesà)